# Til Minne
Til Minne es el tercer álbum de estudio de la banda noruega de Black metal Trelldom

## Lista de canciones
1. "Til Minne..." – 3:53
2. "Bortkomne Svar" – 4:15
3. "Fra Mitt Gamle..." – 5:47
4. "By My Will" – 3:01
5. "Vinternatt" – 4:10
6. "From This Past" – 2:56
7. "Steg" – 10:41
8. "Eg Reiste I Minnet..." – 4:24

- Datos: Q6146898